# آرون كومار
آرون كومار (بالإنجليزية: Arun Kumar)‏ هو سياسي هندي، ولد في 24 ديسمبر 1948. حزبياً، نشط في بهاراتيا جاناتا.